# NERVOUS VENUS
「NERVOUS VENUS」（ナーヴァス・ヴィーナス）は、吉川晃司が1986年6月21日にリリースした、3枚目の12インチシングル。

## 解説
吉川の3枚目の12インチシングルで、4枚目のアルバム『MODERN TIME』（1986年）からのシングルカットで、リミックスが施されている。カップリング「Psychedelic Hip」（サイケデリックHIP）も、同アルバムからリミックス施されて収録。レコード盤のみの発売で、シングルCDとしては再発売されていない。
レコード盤の初回限定盤のみ、紫色のビニール袋に盤が封入。ジャケット写真は『SATISFACTION FAKE』（1986年）と同様の写真が使われている。両曲ともアルバム『SATISFACTION FAKE』に収録。後にアルバム『Disco K2』にも収録されている。

## リリース履歴
| No. | 日付          | レーベル    | 規格     | 規格品番  | 最高順位 | 備考 |
| --- | ------------- | ----------- | -------- | --------- | -------- | ---- |
| 1   | 1986年6月21日 | SMSレコード | 12inchEP | SM12-5427 | 12位     |      |

## 収録曲
| 全作詞・作曲: 吉川晃司、全編曲: 後藤次利。 |                                 |          |            |      |
| #                                          | タイトル                        | 作詞     | 作曲・編曲 | 時間 |
| 1.                                         | 「Nervous Venus (Complex Mix)」 | 吉川晃司 | 吉川晃司   | 5:56 |
| 2.                                         | 「Psychedelic Hip」             | 吉川晃司 | 吉川晃司   | 5:53 |
| 合計時間:                                  | 合計時間:                       | 11:49    |            |      |

## 収録アルバム
- Nervous Venus (Complex Mix)
  - SATISFACTION FAKE（1986年）
  - Disco K2 〜Kikkawa Koji Dance Remix Best〜（2007年）

- Psychedelic Hip
  - SATISFACTION FAKE（1986年）
  - Disco K2 〜Kikkawa Koji Dance Remix Best〜（2007年）